# Starovice
Starovice település Csehországban, Břeclavi járásban. Starovice Uherčice, Hustopeče, Popice és Velké Němčice településekkel határos. Lakosainak száma 977 fő (2024. január 1.).

## Népesség
A település lakosságának változását az alábbi diagram mutatja:
| Lakosok száma | 1130 | 1235 | 1109 | 752  | 726  | 834  | 896  | 916  | 888  | 977  |
|               | 1869 | 1900 | 1921 | 1961 | 1980 | 2011 | 2016 | 2019 | 2021 | 2024 |